# União Imperial (São Paulo)
O Grêmio Recreativo Escola de Samba União Imperial é uma escola de samba da cidade de São Paulo, fundada em 1982. Atualmente está no Grupo Especial de Bairros da UESP, o que equivale à 4ª divisão do carnaval paulistano. 

## História
É famosa por ter sido fundada em um salão paroquial de uma igreja católica, o que já a levou a aparecer em matérias especiais de várias emissoras e em programas de televisão, como nos infantis X-Tudo, Castelo Rá-Tim-Bum e no Programa Sílvia Poppovic. Em 2010 ficou em 7º lugar do Grupo 1 da UESP.
Foi fundada e é comandada até hoje por Valdevino Batista da Silva, conhecido como Mestre Divino, considerado o melhor mestre de bateria da Cidade de São Paulo. 
Mestre Divino faz um trabalho social voltado exclusivamente para a cultura paulistana e desenvolve em sua escola o aprendizado em batucada: As pessoas que nunca tocaram em uma bateria de escola de samba e tem vontade de aprender, são acompanhadas pessoalmente pelo Mestre Divino, que faz um trabalho técnico e psicológico fantástico. Mestre Divino afirmou em uma entrevista para uma emissora de TV que consegue fazer um leigo em samba aprender a tocar um instrumento da bateria da escola em aproximadamente 30 minutos ao seu lado, feito que engrandece seu carisma com a comunidade e com as escolas de samba coirmãs.
Apesar desses predicados, a União Imperial do Jardim Popular não tem um papel de destaque em meio as grandes entidades carnavalescas da Cidade de São Paulo. Oscilando sempre entre o grupo de acesso e os inferiores, a escola tenta captar recursos para fazer bons desfiles, mas como o carnaval esta a cada ano mais competitivo, praticamente a escola é carregada por seus componentes. Contando com bons compositores, sambas fáceis e gostosos de ouvir e cantar, e a batucada que é um capítulo a parte, a Imperial já fez ótimas apresentações, lembrados sempre pelo público pelas cores e entusiasmo de seus componentes.

## Segmentos

### Presidentes
| Nome                         | Mandato    | Ref.  |
| ---------------------------- | ---------- | ----- |
| Maria Jose Cristina da Silva | atualidade | [ 2 ] |

### Diretores
| Ano  | Diretor de Carnaval          | Diretor geral de harmonia | Mestre de bateria              | Ref.  |
| ---- | ---------------------------- | ------------------------- | ------------------------------ | ----- |
| 2014 | Maria Cristina José da Silva | Aécio Amaral Gonçalves    | Mestre Divino, Mestre Fellippo | [ 2 ] |
| 2015 | Divino                       | Aécio Gonçalves do Amaral | Divino e Felipo                | [ 3 ] |

### Coreógrafo
| Ano  | Nome            | Ref. |
| ---- | --------------- | ---- |
| 2015 | Mauricio Garcia |      |

### Casal de Mestre-sala e Porta-bandeira
| Ano       | Nome                               | Ref.  |
| --------- | ---------------------------------- | ----- |
| 2010      | Clóvis Gustavo e Angélica Paiva    |       |
| 2011      | Clóvis Gustavo e Patrícia Silva    |       |
| 2012-2014 | Clóvis Gustavo e Camila Fernandes  |       |
| 2015      | Baiano e Aldre                     | [ 2 ] |
| 2016-2018 | José Luis Castro e Juliana Souza   | [ 3 ] |
| 2019      | Waguinho Oliveira e Lidia de Paula |       |
| 2020      | André Carlos e Camila Fernandes    |       |

### Rainhas de Bateria
| Anos | Rainha de bateria | Ref.  |
| ---- | ----------------- | ----- |
| 2014 | Vanda             | [ 2 ] |

## Carnavais
| Ano  | Colocação | Grupo | Enredo | Carnavalesco | Ref.   |
| ---- | --- | --- | --- | --- | ------ |
| 1983 | 3º lugar | Seleção | E Nasceu o Samba | |        |
| 1984 | 5º lugar | 2-UESP | Deus Criador | |        |
| 1985 | Vice-campeã | 2-UESP | Café é Cultura | |        |
| 1986 | 7º lugar | 1-UESP | Influência do Índio | |        |
| 1987 | 7º lugar | 1-UESP | Quilombola | |        |
| 1988 | 4º lugar | 1-UESP | Negros e Mulatos | |        |
| 1989 | 5º lugar | Acesso | Sambafro | |        |
| 1990 | 4º lugar | Acesso | Feitiço e Magia | |        |
| 1991 | 7º lugar | Acesso | O Sol e a Lua | |        |
| 1992 | 9º lugar | Acesso | Domingo | |        |
| 1993 | 10º lugar | Acesso | Do Império à Imperial                                                                                                  | |        |
| 1994 | 4º lugar | 1-UESP | No Mundo do Sol, o Brilho da Lua                                                                                       | | [ 4 ]  |
| 1995 | 8º lugar | 1-UESP | É Hoje, Maravilhoso Vendaval                                                                                           | |        |
| 1996 | 4º lugar | 1-UESP | Brasil, Majestade do Universo                                                                                          | |        |
| 1997 | 7º lugar | 1-UESP | Eternas Brincadeiras Infantis                                                                                          | |        |
| 1998 | 8º lugar | 1-UESP | O Pincel do Criador... A Ilusão das Cores                                                                              | Tato e Maria Cristina                                                                                                  |        |
| 1999 | 5º lugar | 1-UESP | Feliz em Vê-lo em seu Jeitinho Brasileiro                                                                              | Comissão de Carnaval                                                                                                   |        |
| 2000 | 7º lugar | 1-UESP | Carnaval, Doce Ilusão da Magia, do Perfume e Fantasia, Também da Redenção                                              | Raul Diniz |        |
| 2001 | 9º lugar | 1-UESP | Encantos e Magias da Vida                                                                                              | Cristina e Sandra |        |
| 2002 | Vice-campeã | 2-UESP | Das Maravilhas do Mar, Fez-se o Esplendor de uma Vida                                                                  | Geraldo Azevedo |        |
| 2003 | 7º lugar | 1-UESP | A Hora é Essa | Geraldo Azevedo |        |
| 2004 | Vice-campeã | 2-UESP | Viagem Encantada | |        |
| 2005 | 8º lugar | 1-UESP | Recordar é Vir e Ver                                                                                                   | Comissão de Carnaval                                                                                                   |        |
| 2006 | Vice-campeã | 1-UESP | Eu Canto e Conto de Canto a Canto Meu Brasil Festivo                                                                   | Comissão de Carnaval                                                                                                   |        |
| 2007 | 9º lugar | Acesso | Brazil com Z | Comissão de Carnaval                                                                                                   |        |
| 2008 | 4º lugar | 1-UESP | Aqualtune, A Princesa de Palmares                                                                                      | Comissão de Carnaval                                                                                                   |        |
| 2009 | 4º lugar | 1-UESP | Emoções de Um Sambista                                                                                                 | |        |
| 2010 | 7º lugar | 1-UESP | No Universo das Cores, a Saga de uma Deusa Heroína. Íris, Arco de Aliança Entre a Criação e a Redenção                 | Comissão de Carnaval                                                                                                   |        |
| 2011 | 7º lugar | 1-UESP | Sou de momo, sou da folia, eu sou do carnaval                                                                          | Comissão de Carnaval                                                                                                   |        |
| 2012 | Vice-campeã | 1-UESP | Reluz a herança portuguesa na terra da caridade e da liberdade                                                         | |        |
| 2013 | 7º Lugar | 1-UESP | Fé na vida, fé no homem, fé no que virá! Entre realidade, magia e feitiçaria com qual você ficaria?                    | |        |
| 2014 | 12º Lugar | 1-UESP | Ilu Aye Odara, Terra do Divino Negro Imperial Compositor:André Ricardo. Intérpretes:Ártime, Bolinha, Júnior e Gato     | Armando Barbosa | [ 2 ]  |
| 2015 | 4º lugar | 2-UESP | Tributo à Imperial - Minha Escola Guerreira Compositor:André Ricardo. Intérpretes:André Ricardo, Ivanzinho e Llyle     | Comissão de Carnaval                                                                                                   | [ 3 ]  |
| 2016 | 7º lugar | 2-UESP | "Jeitinho Brasileiro" - Eta Brasil Festivo!                                                                            | Comissão de Carnaval                                                                                                   |        |
| 2017 | 3° lugar | 2-UESP | No Clarão da Lua Cheia                                                                                                 | Fernando Romano |        |
| 2018 | 3° lugar | 2-UESP | Um voo anunciador… A separação eterna do dia e da noite                                                                | Fernando Romano | [ 5 ]  |
| 2019 | 3° Lugar | 2-UESP | Imperial dá o Tom | Cristina Silva | [ 6 ]  |
| 2020 | 7º Lugar | Especial de Bairros | O criador, a criação e a criatura.                                                                                     | | [ 7 ]  |
| 2021 | Inicialmente adiados para o mês de julho, os desfiles do Carnaval 2021 foram cancelados devido a pandemia de Covid-19. | Inicialmente adiados para o mês de julho, os desfiles do Carnaval 2021 foram cancelados devido a pandemia de Covid-19. | Inicialmente adiados para o mês de julho, os desfiles do Carnaval 2021 foram cancelados devido a pandemia de Covid-19. | Inicialmente adiados para o mês de julho, os desfiles do Carnaval 2021 foram cancelados devido a pandemia de Covid-19. | [ 8 ]  |
| 2022 | 10º Lugar | Especial de Bairros | A luz da redenção, Carnaval doce ilusão                                                                                | |        |
| 2023 | 7º Lugar | Especial de Bairros | Chegou minha escola guerreira, majestosa e Imperial                                                                    | | [ 9 ]  |
| 2024 | 11º Lugar | Especial de Bairros | O Palhaço o que é? Sacerdote da Basteira, da Bobeira e do Riso                                                         | Marco Aramha e Marcyo de Olliveira                                                                                     | [ 10 ] |